# 中大同
中大同（ちゅうだいどう）は、南北朝時代の南朝梁において蕭衍の治世に使用された元号。546年4月 - 547年4月。

## 西暦・干支との対照表
| 中大同 | 元年  | 2年   |
| 西暦   | 546年 | 547年 |
| 干支   | 丙寅  | 丁卯  |